# هیوئیتاون (آلاباما)
هیوئیتاون (به انگلیسی: Hueytown) شهری در شهرستان جفرسون ایالت آلاباما است که مساحت آن ۵۱٫۰۲ کیلومتر مربع است و در سرشماری سال ۲۰۱۰ میلادی، ۱۶٬۱۰۵ نفر جمعیت داشته و تراکم جمعیتی آن، ۳۱۵٫۶۶ نفر در هر کیلومتر مربع بوده است.